# Répertoire d’Épigraphie sémitique
Répertoire d’Épigraphie sémitique (Abgekürzt RES) war eine Publikation, in der Inschriften in semitischen Sprachen veröffentlicht wurden. Sie wurde 1899 von der Kommission des Corpus Inscriptionum Semiticarum (CIS) unter dem Dach der Académie des Inscriptions et Belles-Lettres ins Leben gerufen.
Ursprünglich war vorgesehen, alle bekannten Inschriften im Rahmen des Corpus Inscriptionum Semiticarum zu publizieren. Aufgrund der Vielzahl neuer Funde wurde parallel zum Corpus Inscriptionum Semiticarum das Répertoire d’Épigraphie sémitique herausgegeben, um fortlaufend die neuen Funde und Forschungsergebnisse veröffentlichen zu können. Von der Konzeption her war es an das Ephemeris Epigraphica angelehnt, in dem Ergänzungen zum Corpus Inscriptionum Latinarum im Sinne von Supplementbänden veröffentlicht wurden. 
Die Einträge folgen dem Schema:
1. Angabe des Eintrags im Corpus Inscriptionum Semiticarum oder in einem vorherigen Teilband des Répertoire d’Épigraphie sémitique
2. Bibliographie zur Inschrift
3. Transkription der Inschrift in hebräischer Schrift
4. Übersetzung und Kommentar

Da die dritte Abteilung des Corpus Inscriptionum Semiticarum, in der hebräische Inschriften erschlossen werden sollten, nicht zustande kam, wurden diese nur in Répertoire d’Épigraphie sémitique systematisch veröffentlicht.
Der erste Teilband erschien 1900 unter der Leitung von Charles Simon Clermont-Ganneau, dem damaligen Assistenten von Jean-Baptiste Chabot, die folgenden Bände wurden von Jean-Baptiste Chabot selbst herausgegeben. Nach dem Tod Chabots 1948 übernahm Jacques Ryckmans die Leitung des Projekts, der die Bände ab Band fünf verantwortete. Insgesamt wurden bis 1968 acht Bände herausgegeben.